# Tangela Smith
Tangela Nicole Smith (Chicago, 1º aprile 1977) è un'ex cestista e allenatrice di pallacanestro statunitense, professionista nella WNBA.

## Carriera
È stata selezionata dalle Sacramento Monarchs al secondo giro del Draft WNBA 1998 (12ª scelta assoluta).
Nel luglio del 2018 è stata nominata vice-allenatore della Northwestern University.

## Palmarès
- 2 volte campionessa WNBA (2007, 2009)
- Migliore tiratrice da tre punti WNBA (2009)